# Пхёнсон
Пхёнсон (кор. 평성시?, 平城市?) — город в КНДР, административный центр провинции Пхёнан-Намдо.

## История
Город-спутник Пхеньяна был основан в декабре 1969 года как научный центр.
В октябре 1980 года здесь была введена в эксплуатацию Пхёнсонская фабрика синтетической кожи.
В августе 1983 года начала работу троллейбусная система.
В 1985 году здесь действовали более 20 институтов и экспериментальных предприятий Академии наук КНДР, крупная научная библиотека, а также несколько крупных промышленных предприятий (часовой завод, завод искусственной кожи и пищекомбинат).

## Современное состояние
Научно-образовательный центр (здесь находятся 25 научно-исследовательских организаций) и один из центров лёгкой промышленности КНДР.

## Транспорт
Через Пхёнсон проходит железнодорожная линия Пхеньян — Насон — Туманган.